# Jeu impartial
Dans la théorie des jeux combinatoires, un jeu impartial est un jeu tour par tour dans lequel les coups autorisés, ainsi que les gains obtenus, dépendent uniquement de la position, et pas du joueur dont c'est le tour. Un jeu qui n'est pas impartial est appelé jeu partisan.

## Exemples
Les jeux impartiaux incluent notamment le jeu de Nim, le jeu de Grundy, le jeu de Wythoff, les jeux octaux, le Sprouts, le jeu de Cram, Noktako, ou Chomp.
Les échecs ne sont pas impartiaux, car les coups disponibles à partir d'une position donnée sont différents pour le joueur blanc et le joueur noir (le joueur blanc ne peut pas déplacer les pièces noires, alors que le joueur noir le peut). De même, le jeu de go n'est pas impartial.

## Propriété
D'après le théorème de Sprague-Grundy tout jeu impartial est équivalent à un tas d'une certaine taille du jeu de Nim.